# XAT 1000
Les XAT 1001 et 1002 sont deux automotrices dites « amphibies » (bimodes) de la SNCF capables de circuler sous 1500 V continu ou en mode diesel sur des lignes sans caténaire.
Elles sont commandées par la compagnie du PO-Midi mais livrées à la SNCF en 1939. Leur caractère bimode leur permet de continuer à circuler pendant la Seconde Guerre mondiale quand les autorails classiques sont arrêtés faute de carburant. Leur carrière assez courte se déroule autour de Bordeaux puis de Narbonne. Transformées en 1952 en engins Diesel purs, elles sont réformées six ans plus tard.

## Histoire
C'est en 1936-1937 que la Compagnie du chemin de fer de Paris à Orléans et du Midi commande deux engins prototypes bimode, alors appelés « amphibies » fonctionnant au choix en mode Diesel ou en mode électrique, sous les numéros ZZ PEty 23661 et 23662. Les considérations environnementales n'entrent pas en ligne de compte : il s'agit d'effectuer un maximum de trajets sous caténaire sur ce réseau en grande partie électrifié en courant continu à la tension de 1,5 kV grâce à l'énergie hydroélectrique et d'éviter les transbordements de passagers au point de rupture. Ce mode d'alimentation, inédit en France, est déjà utilisé aux États-Unis au début des années 1930 pour certains trains ayant leur terminus à la gare de Grand Central Terminal à New York.
Construits en deux exemplaires par Alsthom à Tarbes (bogies et équipement électrique) et Soulé à Bagnères-de-Bigorre (caisse et aménagements intérieurs), ils sont livrés après la création de la SNCF, au début de 1939 et immatriculés ZZAT 1001-1002. Les premiers essais se déroulent autour de Tarbes, dont la ligne Pau - Canfranc. Des circulations sur la « ligne des Landes » entre Bordeaux et Dax sont également organisées et la vitesse de 145 km/h est atteinte sous caténaire.

## Description

### Caractéristiques techniques
En mode électrique, l'automotrice capte le courant à la caténaire par un unique pantographe. En mode Diesel, le courant est fourni par deux moteurs Alsthom (licence Ganz-Jendrassik) de 184 kW (250 ch) chacun, qui entraînent deux génératrices Alsthom. Dans les deux cas, le courant est transmis aux deux moteurs de traction. Installés sur le bogie situé à l'opposé du moteur Diesel à raison d'un moteur par essieu, ils fonctionnent en permanence en série à la tension maximale de 750 V. Les radiateurs de refroidissement des Diesel sont disposés sous le châssis. La caisse est chanfreinée à sa base dans l'éventualité d'une circulation entre les gares d'Austerlitz et d'Orsay à Paris.
La puissance continue de l'automotrice s'établit à 300 kW mais les moteurs supportent une surcharge momentanée de 50 %. Elle est équipée pour remorquer une voiture métallique à bogies de 49 t. Sa vitesse maximale est de 140 km/h en mode électrique, mais de 130 km/h seulement en mode Diesel.

### Aménagements intérieurs
L'automotrice est longue de 25,680 m, large de 2,855 m et haute de 3,803 m pour une masse totale en ordre de marche de 55 t. Elle comporte, entre les deux postes de conduite extrêmes, une salle où sont installés tête-bêche les deux moteurs Diesel et leur génératrice ainsi que la chaudière de chauffage, un fourgon à bagages, un compartiment postal et des toilettes, un premier compartiment voyageurs, la plateforme d'accès et un second compartiment. Sa capacité totale est de 72 passagers, dont 29 et 39 places dans les deux compartiments plus quatre strapontins sur la plateforme.
Les banquettes accueillant cinq passagers de front (3 + 2 avec couloir séparateur) sont recouvertes de simili-cuir. La chaudière à gazole installée dans l'automotrice assure le chauffage des compartiments de celle-ci mais aussi, le cas échéant, dans les voitures remorquées.

## Carrière et services
Les deux engins, mis en service le 15 mai 1939 au dépôt de Bordeaux, assurent des trains Bordeaux - Périgueux et Bordeaux - Bergerac, en mode électrique entre Bordeaux et Coutras pour la première ligne ou Libourne pour la seconde, et en mode diesel le reste du parcours. Pendant la Seconde Guerre mondiale, ces engins fonctionnent uniquement en mode électrique sur les lignes électrifiées autour de Bordeaux. Le fonctionnement en mode diesel n'est pas possible du fait des restrictions appliquées aux produits pétroliers, le moteur Diesel n'étant pas adaptable pour fonctionner avec des carburants de substitution.
Étant donné le peu d'utilisation sous caténaire et un équipement électrique jugé insuffisant avec l'expérience, ce dernier est déposé en 1952 et seul le mode diesel-électrique est maintenu ; les moteurs d'origine, pour lesquels les pièces d'origine font défaut, sont remplacés par des moteurs Renault 517 limités à 191 kW. Les deux engins ont déjà été renumérotés XAT 1001 et 1002 ; affectés à Narbonne, ils assurent la liaison entre cette ville et la gare de Cerbère, tractant trois remorques unifiées d'autorails et circulent aussi sur Narbonne — Béziers — Carcassonne. En 1958 les deux XAT sont rayés des inventaires du matériel moteur mais ne sont pas immédiatement démolis : deux ans plus tard, ils sont totalement démotorisés et transformés l'un en matériel d'instruction et l'autre en voiture-dortoir.
Le concept d'un engin bimode ne connaît de réel développement commercial en France qu'en 2000 lorsque la firme Bombardier met au point un automoteur fiable : le B 81500 / B 82500, dans la gamme des AGC.

## Modélisme
Les XAT 1000 ont été reproduites à l'échelle HO par :
- L'artisan Apocopa (transkit avec caisse en résine à monter sur un châssis de son choix).
- Les éditions Atlas (modèle statique en plastique), collection « Michelines et Autorails ».